# أفتون بلادت
أفتون بلادت (وتعني بالسويدية ورقة المساء) هي صحيفة سويدية تأسست عام 1830 على يد لارس جوهان هيرتا. تصف الصحيفة نفسها بأنها اجتماعية ديموقراطية وتعتبر أكبر الصحف في دول الشمال. في عام 2006 بلغ عدد قراء الصحيفة اليوميين 1,425,000 وهو ما يشكل 15% من سكان السويد.